# 中国新闻周刊
《中国新闻周刊》是一份由中國新聞社主管、《中国新闻周刊》杂志社编辑出版的新闻周刊，曾用名《新聞週刊》。1999年9月開始創辦，2000年1月1日正式出版發行。

## 历史
1999年底《中国新闻周刊》以《中国新闻》报周末版的形式出了两个试刊，2000年1月1日正式出版第1期，2001年11月19日因为资金问题停刊，2002年3月4日复刊。

## 特色
《中國新聞周刊》定位高端政经，风格严肃活泼，内容涵盖政治、经济、科技、文化、体育、时尚娱乐领域。2018年，与《瞭望》、《三联生活周刊》、《知音漫客》这三本周刊一起入选2017年百强社科期刊。

## 影響
《中國新聞周刊》也以其獨特的視野分析與解讀，使之成為中國大陸最具影響力的新聞周刊之一。亦是唯一一份能進入中國人大、政協兩會會場的雜誌，與唯一一份被各國駐中國及中國駐外大部分使領館訂閱的雜誌。